# Onciale 089
- Papyrus
- Onciale
- Minuscules
- Lectionnaire

Le Codex 089, portant le numéro de référence 089 (Gregory-Aland), ε 28 (Soden), est un manuscrit du parchemin du Nouveau Testament en écriture grecque onciale. 

## Description
Le codex se compose d’une folio. Il est écrit sur une colonne, avec 17 lignes par colonne. Les dimensions du manuscrit sont de 36 x 28. Les paléographes datent ce manuscrit du VIe siècle,. 
Le manuscrit a été examiné par Tischendorf et Kurt Treu.
Le codex fut divisé en trois parties: Codex 089 et Codex 092a et 0293. 
Contenu
C'est un manuscrit contenant le texte de l'Évangile selon Matthieu. 
Texte
Le texte du codex représenté est de type alexandrin. Kurt Aland le classe en Catégorie II. 
Lieu de conservation
Le codex 089 contenant 26,2-4.7-9, il est actuellement conservé à la Bibliothèque nationale russe (Gr. 280) à Saint-Pétersbourg. 
Le codex 092a (1 folio) contenant Matt. 26:4-7,10-12, il est conservé au Monastère Sainte-Catherine (Sinai Harris 11). 
Le codex 0293 (2 folios) contenant Matt. 21,27-28.31-32, il est conservé au Monastère Sainte-Catherine).